# 鬼夜猴
鬼夜猴（学名：Aotus lemurinus）是一种属于靈長目青猴科夜猴屬的新世界猴。
鬼夜猴的头型圆小，并拥有两颗又大又黑的双瞳，是夜行性的灵长目动物。和猫头鹰不同的是，它的双眼会发出由光线反射的橙黄色光。通常会出现在南美森林一带。